# 蒲池寿圣寺
蒲池寿圣寺是一座古建筑，建于明，位于山西省晋中市榆次区庄子乡蒲池村。
2016年6月6日，蒲池寿圣寺公布为第五批山西省文物保护单位。